# Lithoseopsis hystrix
Lithoseopsis hystrix är en insektsart som först beskrevs av Edward L. Mockford 1974.  Lithoseopsis hystrix ingår i släktet Lithoseopsis och familjen Amphientomidae. Inga underarter finns listade i Catalogue of Life.